# Выбор телевизионных критиков (премия, 2012)
<< 1-я Церемонии вручения 3-я >>
Вторая церемония вручения премии «Выбор телевизионных критиков» (англ. 2nd Critics' Choice Television Awards), созданная и вручаемая Ассоциацией Телевизионных журналистов, состоялась 18 июня 2012 года в отеле Беверли Хиллз В Лос-Анджелесе, штат Калифорния. Список номинантов был объявлен 5 июня 2012 года.

## Лауреаты и номинанты
| Сериалы | Сериалы |
| Лучший комедийный сериал | Лучший драматический сериал |
| --- | --- |
| - Сообщество (NBC) - Теория Большого взрыва (CBS) - Девчонки (HBO) - Американская семейка (ABC) - Новенькая (FOX) - Парки и зоны отдыха (NBC) | - Родина (Showtime) - Во все тяжкие (AMC) - Аббатство Даунтон (PBS) - Игра престолов (HBO) - Хорошая жена (CBS) - Безумцы (AMC) |
| Лучший фильм или мини-сериал | Лучший анимационный сериал |
| - Шерлок (PBS) - Американская история ужасов (FX) - Игра изменилась (HBO) - Час (BBC America) - Лютер (BBC America) - Page Eight (PBS) | - Спецагент Арчер (FX) - Время приключений с Финном и Джейком (Cartoon Network) - Закусочная Боба (FOX) - Гриффины (FOX) - Звёздные войны: Войны клонов (Adult Swim / Cartoon Network) |
| Лучшие актёры в комедийных сериалах | |
| Актёр | Актриса |
| - Луи Си Кей за роль Louie — Луи - Дон Чидл за роль Marty Kaan — Обитель лжи - Ларри Дэвид за роль Himself — Умерь свой энтузиазм - Гаррет Диллахант за роль Burt Chance — Воспитывая Хоуп - Джоэл Макхейл за роль Jeff Winger — Сообщество - Джим Парсонс за роль Dr. Sheldon Cooper — Теория Большого взрыва                         | - Зои Дешанель за роль Jessica Day — Новенькая (tie) - Эми Полер за роль Leslie Knope — Парки и зоны отдыха (tie) - Лина Данэм за роль Hannah Horvath — Девчонки - Джулия Луи-Дрейфус за роль Selina Meyer — Вице-президент - Марта Плимптон за роль Virginia Chance — Воспитывая Хоуп - Эшли Рикардс за роль Jenna Hamilton — Awkward |
| Актёр второго палана | Актриса второго плана |
| - Ти Баррелл за роль Phil Dunphy — Американская семейка - Макс Гринфилд за роль Schmidt — Новенькая - Ник Офферман за роль Ron Swanson — Парки и зоны отдыха - Дэнни Пуди за роль Abed Nadir — Сообщество - Джим Раш за роль Craig Pelton — Сообщество - Дэймон Уэйанс-младший за роль Brad Williams — Счастливый конец                | - Джули Боуэн за роль Claire Dunphy — Modern Family - Элисон Бри за роль Annie Edison — Сообщество - Шерил Хайнс за роль Dallas Royce — Пригород - Гиллиан Джейкобс за роль Britta Perry — Сообщество - Иден Шер за роль Sue Heck — «Бывает и хуже» - Кейси Уилсон за роль Penny Hartz — Счастливый конец                              |
| Лучшие актёры в драматических сериалах | |
| Актер | Актриса |
| - Брайан Крэнстон за роль Уолтера Уайта — Во все тяжкие - Келси Грэммер за роль Tom Kane — Босс - Джон Хэмм за роль Don Draper — Безумцы - Чарли Ханнам за роль Jax Teller — Сыны анархии - Дамиан Льюис за роль Nicholas Brody — Родина - Тимоти Олифант за роль Raylan Givens — Justified                                            | - Клэр Дейнс за роль Carrie Mathison — Родина - Мишель Докери за роль Lady Mary Crawley — Аббатство Даунтон - Джулианна Маргулис за роль Alicia Florrick — Хорошая жена - Элизабет Мосс за роль Peggy Olson — Безумцы - Эмми Россум за роль Fiona Gallagher — Бесстыдники - Кэти Сагал за роль Gemma Teller Morrow — Сыны анархии      |
| Актер второго плана | Актриса второго плана |
| - Джанкарло Эспозито за роль Gus Fring — Во все тяжкие - Питер Динклэйдж за роль Tyrion Lannister — Игра престолов - Нил МакДонаф за роль Robert Quarles — Justified - Джон Нобл за роль Dr. Walter Bishop — Грань - Аарон Пол за роль Jesse Pinkman — Breaking Bad - Джон Слэттери за роль Roger Sterling, Jr. — Безумцы              | - Кристина Хендрикс as Joan Harris — Безумцы - Кристин Барански as Diane Lockhart — Хорошая жена - Анна Ганн as Skyler White — Breaking Bad - Реджина Кинг as Det. Lydia Adams — Саутленд - Келли Макдональд as Margaret Schroeder — Подпольная империя - Мэгги Сифф as Dr. Tara Knowles — Сыны анархии                                |
| Лучшие актёры в фильмах / мини-сериалах | |
| Актёр | Актриса |
| - Бенедикт Камбербэтч за роль Sherlock Holmes — Шерлок - Кевин Костнер за роль William «Devil Anse» Hatfield — Хэтфилды и Маккои - Идрис Эльба за роль Det. John Luther — Лютер - Вуди Харрельсон за роль Steve Schmidt — Игра изменилась - Билл Найи за роль Johnny Worricker — Page Eight - Доминик Уэст за роль Hector Madden — Час | - Джулианна Мур за роль Sarah Palin — Игра изменилась - Джиллиан Андерсон за роль Miss Havisham — Большие надежды - Патриция Кларксон за роль Mia — Five - Джессика Лэнг за роль Constance Langdon — Американская история ужасов - Лара Пулвер за роль Irene Adler — Шерлок - Эмили Уотсон за роль Janet Leach — Appropriate Adult     |